# ۱۳۴۵ (خورشیدی)
۱۳۴۵ هزار و سیصد و چهل و پنجمین سال هجری خورشیدی سالی عادی بود.

## رویدادها
- ۲۰ تیر - آغاز جام جهانی فوتبال ۱۹۶۶ در انگلستان
- ۱ آبان - تهران = نخستین برنامهٔ تلویزیون ملی ایران پخش شد.
- ۹ آبان - برپایی نخستین فستیوال فیلم کودکان در تهران

تاریخ نامشخص
- تأسیس موزهٔ رضا عباسی در خیابان شریعتی تهران
- انتشار جلد اول دائرةالمعارف فارسی، به سرپرستی غلامحسین مصاحب
- آغاز فعالیت‌های بیابان‌زدایی در ایران.[۱]

## زادروزها
- ۱ فروردین - عبدالحسین مختاباد، آهگنساز، خواننده
- ۲۷ فروردین - شوکت حجت، گوینده دوبله
- ۸ اردیبهشت - علیرضا پهلوی سومین فرزند محمدرضا شاه و فرح پهلوی
- ۴ خرداد - احمدرضا عابدزاده، دروازه‌بان تیم ملی ایران
- ۱۸ خرداد - فرهاد اصلانی، بازیگر تئاتر، سینما و تلویزیون
- ۱۴ تیر - محمد اصفهانی، پزشک، خواننده و آهنگساز پاپ و سنتی ایرانی
- ۸ شهریور - فرهاد جم، بازیگر، مجری
- ۲۱ شهریور - انوشه انصاری، کاوشگر و رئیس انجمن گردانندگان شرکت فناوری ارتباط از راه دور (TTI).
- ۳ دی - پاکسیما زکی‌پور، شاعر و ترانه‌سرا
- ۳۰ دی - پیمان قاسم خانی، نویسنده و بازیگر

تاریخ نامشخص
- پروین اردلان، روزنامه‌نگار، پژوهشگر و از فعالان حقوق زنان
- ابراهیم لطفی، نوازندهٔ ویلون کلاسیک، مدرس دانشگاه
- ساویسا مهوار، نویسندهٔ ایرانی
- رضا میرکریمی، کارگردان سینما
- فاطمه آجرلو، از سیاست‌مداران و از نمایندگان مجلس شورای اسلامی ایران
- آرش نراقی، نویسنده، مترجم و استادیار دانشگاه

## مرگ‌ها
- ۲۲ آبان - سعید نفیسی، نویسنده، مترجم و شاعر ایرانی
- ۲۴ بهمن - فروغ فرخزاد، شاعر معاصر ایرانی
- ۱۴ اسفند - محمد مصدق، دولت‌مرد ایرانی و نخست‌وزیر ایران از ۱۳۳۰ تا ۱۳۳۲ (زادهٔ ۱۲۶۱)

تاریخ نامشخص
- فخرعظمی ارغون از شاعران صاحب‌نام ایران و مادر سیمین بهبهانی
- محجوبه هروی، شاعر نامدار افغان (زادهٔ ۱۲۸۵)